# رکس پارتی جور کن
رکس پارتی جور کن (به انگلیسی: Partysaurus Rex) انیمیشنی کامپیوتری از پیکسار به کاگردانی مارک والش محصول سال ۲۰۱۲ است.
در آغاز در سینما پیش از نسخه سه بعدی در جستجوی نمو پخش می‌شد. پارتی جور کن سومین فیلم کوتاه در سری توی استوری تونز می‌باشد که بر اساس فیلم‌های داستان اسباب‌بازی ساخته شده‌اند. دو فیلم دیگر تعطیلات در هاوایی و ریزه میزه هستند.

## داستان
وقتی که اسباب‌بازی‌ها مشغول حباب درست کردن هستند رکس فکر می‌کند که ممکن است خانه را بهم بریزند و سرگرمی‌شان را مختل می‌کند. اسباب‌بازی‌ها از دست رکس عصبانی می‌شوند و آقای سیب زمینی او را رکس پارتی خراب کن خطاب می‌کند. اسباب بازی‌ها متوجه آمدن بانی می‌شوند و هرکدام به سمتی می‌روند و رکس در وسط اتاق تنها می‌ماند. بانی رکس را با خود می‌برد که در حمام با او بازی کند...